# 里塔瓦斯 (市鎮)
里塔瓦斯是立陶宛特爾希艾縣内的市镇，位于该国西北部，行政中心为列塔瓦斯。市镇面積为586平方公里，2020年人口数量为7,258人。